# Sylvan (Wisconsin)
Sylvan – miasto w Stanach Zjednoczonych, w stanie Wisconsin, w hrabstwie Richland.